# Sindrome di Eisenmenger
La sindrome di Eisenmenger è la condizione di ipertensione polmonare conseguente a cardiopatia o vasculopatia congenita, in cui lo shunt sinistro-destro, causato da una comunicazione tra le circolazioni sistemica e polmonare, si inverte a causa di modificazioni dei vasi polmonari che causano ipertensione nel circolo polmonare.
Insorge dopo i due anni di età, in media verso i quattordici anni, e conduce spesso ad una morte improvvisa. Vi sono dei fattori di rischio per un aggravamento della sindrome, quali emorragie, febbre, vomito, diarrea, gravidanza e puerperio; la terapia consiste appunto nel porre particolare attenzione a questi rischi. In genere è controindicato l'intervento chirurgico, e negli adulti si può intervenire solo col trapianto di cuore e polmoni.